# WrestleMania IX
WrestleMania IX a fost cea de-a noua ediție a pay-per-view-ului anual WrestleMania organizat de promoția World Wrestling Federation. A avut loc pe data de 4 aprilie 1993 și a fost găzduită de Caesars Palace din Las Vegas, Nevada.
WrestleMania IX a avut ca tematică Roma Antică și fost construită în jurul a două mari confruntări : cea dintre invincibilul Yokozuna și campionul WWF Bret Hart și cea dintre echipa formată de Brutus Beefcake și Hulk Hogan (care plecase din WWF după WrestleMania VIII) împotriva campionilor pe echipe Money Inc. (Ted DiBiase și Irwin R. Schyster).

## Rezultate
- Dark match: Tito Santana l-a învins pe Papa Shango (8:00)
  - Santana a câștigat prin pinfall.
- Tatanka (însoțit de Sensational Sherri) l-a învins pe campionul intercontinental Shawn Michaels (însoțit de Luna Vachon) prin countout (18:13)
  - În urma countout-ului, Michaels și-a păstrat titlul.
- The Steiner Brothers (Rick și Scott) i-au învins pe The Headshrinkers (Fatu și Samu) (însoțiți de Afa) (14:22)
  - Scott l-a numărat pe Samu, după aplicarea unui Frankensteiner.
- Doink the Clown (Matt Bourne) l-a învins pe Crush (8:28)
  - Doink a câștigat prin pinfall, după ce un al doilea Doink i-a distras atenția lui Crush și i-a permis lui Bourne să-l lovească pe Crush cu o proteză ortopedică.
- Razor Ramon l-a învins pe Bob Backlund (3:45)
  - Ramon a câștigat, aplicând un roll-up.
- Money Inc. (Ted DiBiase și Irwin R. Schyster) i-au învins pe The Mega-Maniacs (Hulk Hogan și Brutus Beefcake) (însoțiți de Jimmy Hart) prin descalificare, păstrându-și titlul WWF Tag Team Championship (18:27)
  - The Mega-Maniacs au fost descalificați după intervenția lui Hart în meci.
- Lex Luger l-a învins pe Mr. Perfect (10:56)
  - Luger a câștigat prin pinfall, folosind un backslide, deși Perfect atingea cu ambele picioare corzile ringului.
- The Undertaker (însoțit de Paul Bearer) l-a învins pe Giant Gonzales (însoțit de Harvey Wippleman) prin descalificare (7:33)
  - Gonzales a fost descalificat după ce a încercat să-l sufoce pe Undertaker, strângându-l de gât cu un prosop înmuiat în cloroform.
- Yokozuna (însoțit de Mr. Fuji) l-a învins pe Bret Hart, câștigând titlul WWF Championship (8:55)
  - Yokozuna a câștigat prin pinfall, după ce Fuji i-a aruncat sare în ochii lui Hart, în timp ce acesta îi aplica lui Yokozuna un Sharpshooter.
- Mr. Fuji l-a provocat apoi pe Hulk Hogan, care venise să vadă în ce stare se află Bret Hart. Hart și-a dat acordul, iar Hogan s-a luptat pentru centura de campion WWF cu Yokozuna.
- Hulk Hogan l-a învins pe Yokozuna (însoțit de Mr. Fuji), câștigând titlul de campion WWF (0:21)
  - Hogan l-a numărat pe Yokozuna, aplicându-i anterior un leg drop, după ce Mr. Fuji l-a orbit din greșeală pe Yokozuna, aruncându-i sare în ochi.

## Alți participanți
Comentatori
- Bobby "The Brain" Heenan
- Gorilla Monsoon - introducere
- Jim Ross
- "Macho Man" Randy Savage

Reporteri
- "Mean" Gene Okerlund
- Todd Pettengill

Ring announcer
- Howard Finkel (poreclit "Finkus Maximus")

Arbitrii
- Bill Alfonso
- Danny Davis
- Earl Hebner
- Joey Marella

## De reținut
- Aceasta a fost prima ediție WrestleMania desfășurată în întregime în aer liber.
- WrestleMania IX a fost prima ediție în care corzile ringului nu au fost  colorate în roșu, alb și albastru. Au fost folosite corzi negre și aurii, în concordanță cu tema spectacolului (Roma Antică).
- Este ediția cu cea mai scurtă durată din istoria WrestleMania de până acum.
- WrestleMania IX a marcat debutul în postura de comentator WWF a lui Jim Ross.
- Evenimentul a mai programat un meci între Bam Bam Bigelow și Kamala, care nu mai avut loc.
- Este ultima ediția la care Ted DiBiase a luat parte în calitate de wrestler.
- Bret Hart și-a apărat titlul de campion WWF, fiind astfel primul superstar care a luptat pentru trei titluri diferite la trei ediții consecutive WrestleMania (la WrestleMania VII și-a apărat titlul WWF pe echipe iar la WrestleMania VIII a luptat pentru titlul intercontinental, împotriva lui Roddy Piper).
- Arena în care s-a desfășurat WrestleMania IX apare și în jocul WWE SmackDown! vs. RAW lansat în 2006.